# Bjarnfreðarson
Bjarnfreðarson ist eine isländische Filmkomödie aus dem Jahre 2009 vom Regisseur Ragnar Bragason.
Der in sich abgeschlossene Film schließt die Geschichte um Georg Bjarnfreðarson ab, der sich zuvor die drei Fernsehserien Næturvaktin („Die Nachtschicht“, 12 Episoden, 2007), Dagvaktin („Die Tagschicht“, 11 Episoden, 2008) und Fangavaktin („Die Gefängnisschicht“, 7 Episoden, 2009) gewidmet hatten.

## Handlung
Georg Bjarnfreðarson, als fiktive Figur aus Ragnar Bragasons Comedy-Serie Næturvaktin bekannt, wird vor dem vollständigen Verbüßen einer zehnjährigen Freiheitsstrafe wegen Totschlags vorzeitig aus dem Gefängnis entlassen. Er hat immer noch mit seiner Vergangenheit zu kämpfen. Insbesondere wird hierbei auf seine Kindheit und die komplizierte Beziehung zu seiner Mutter eingegangen, um die negative Entwicklung seiner Persönlichkeit und sein introspektives Streben nach Veränderung und Selbstakzeptanz zu erklären. Besonders herausgestellt wird Bjarnfreðarsons gehobener Bildungsstand; der verheiratete Vater verfügt über fünf universitäre Abschlüsse.

## Veröffentlichung
Am Premierenwochenende übertrumpfte der Film an den isländischen Kino-Kassen den gleichzeitig gezeigten britischen Streifen Avatar und spielte 1,5 Millionen Kronen ein. Mehr als 20 Prozent der isländischen Bevölkerung sahen Bjarnfreðarson. Der Film wurde in 17 der 33 Kinos in Island gezeigt, was einen Rekordwert für einen einheimischen Film darstellte.
Von dem Film wurde eine DVD in isländischer Sprache mit englischen und deutschen Untertiteln und mit einem ausführlichen Booklet produziert.

## Rezeption
Der Film wurde 2010 mit dem isländischen Filmpreis Edda als bester Spielfilm ausgezeichnet und erhielt elf weitere Nominierungen.